# Бузеу (місто)
Бузеу (Бузев, Бодза; рум. Buzău, угор. Bodzavásár) — місто в Румунії, адміністративний центр повіту Бузеу. Місто було важливим ярмарком у Середньовіччі.

## Назва
Вважається, що назва міста походить від річки Бузеу, яка протікає неподалік на північ від центру міста. У свою чергу, є припущення, що місто згадується під іменем «Μουσεος» (Мусеос) у документі грецькою мовою 376 року н. ери. Відштовхуючись від цієї назви, історик Василе Пирван вважав, що назва Бузеу походить від фракійської форми «Bouzeos», неправильно транскрибованої грецькою мовою.

## Географія
Місто знаходиться за 110 км на північний схід від столиці Бухареста. Розташоване в Мунтенії, на правому березі річки Бузеу між Карпатами і рівниною Береган. Бузеу знаходиться на висоті від 101 метра на північному заході, біля пагорбів, та до 88 метрів біля річки, в середньому 95 метрів.
Приблизно в 20 кілометрах на північний-захід від міста Бузеу, поблизу села Берка, знаходяться грязьові вулкани Берка, одне зі цікавих природніх пам’яток Європи.

### Клімат
Місто розташоване в регіоні з помірним кліматом. Клімат переважно континентальний, із середньою кількістю морозних днів на рік 92, але також із 92 спекотними та сухими літніми днями.

## Історія
Перша письмова згадка у 376 р., яка пов'язана з мучеником Савою Готським.
Під назвою Бузеу вперше згадується 31 січня 1431 року.
У середньовіччі існувала фортеця Бузеу, про яку збереглися лише кілька згадок в іноземних документах.

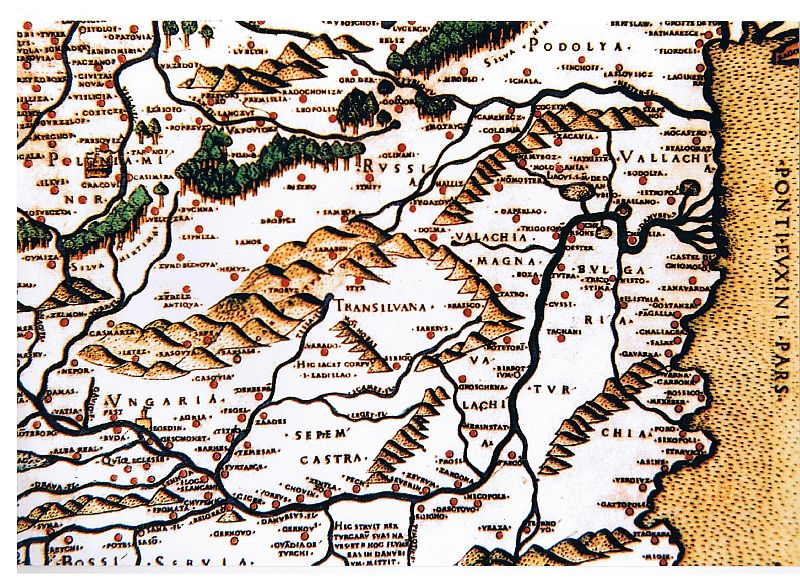
Місто на карті 1507 року

На початку 16 століття було засновано єпископство Бузеу.
Починаючи з 17-го століття, почався період численних битв і навал, які відбувалися в місті та навколо нього.

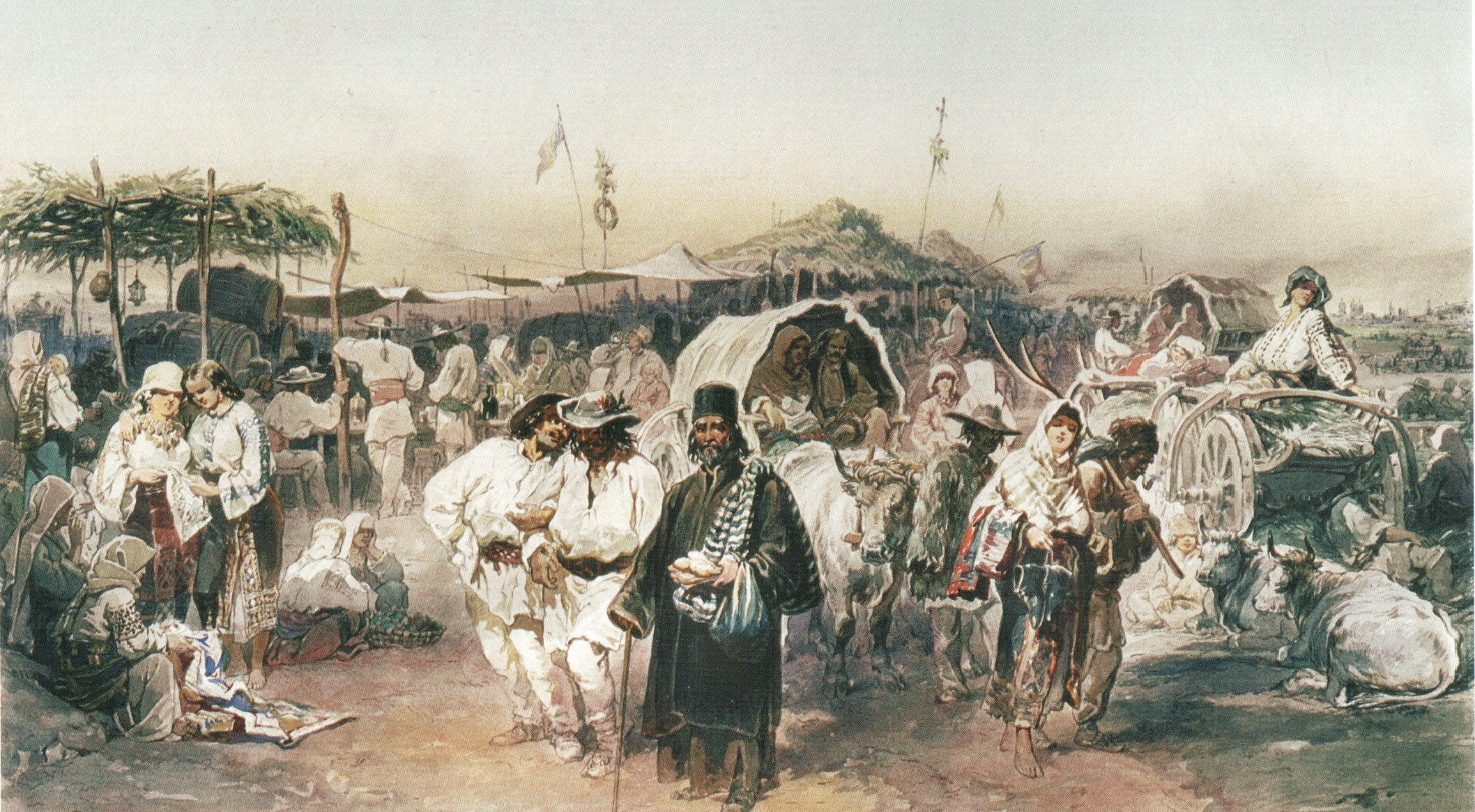
Ринок Бузеу, 1869 рік

XIX століття принесло Бузеу період культурного та економічного розквіту. У 1870–1880 роках місто стало залізничним вузлом.

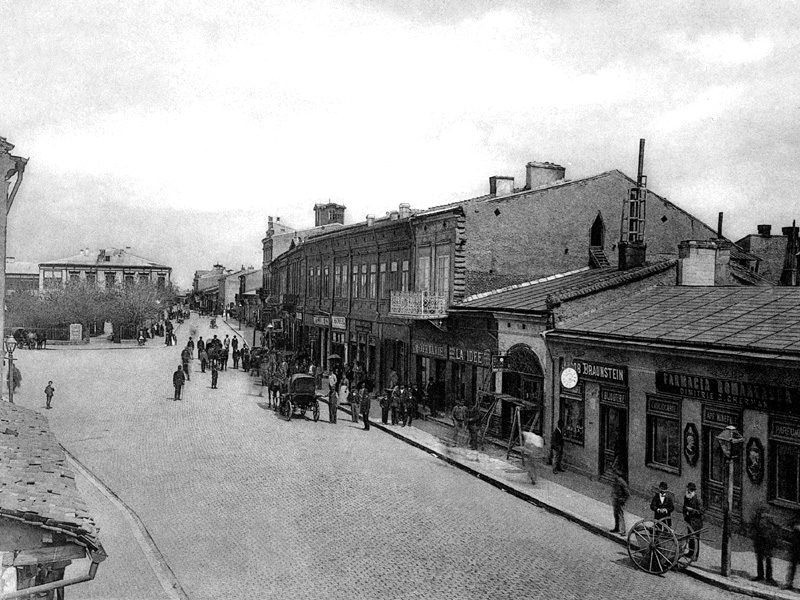
Фото Бузеу, близько 1901 року

Під час Першої світової війни Бузеу був окупований німецькими військами після середини грудня 1916 року.
Міжвоєнний період приніс перші спортивні змагання місті футбол і бокс.
Після Другої світової війни індустріалізація Бузеу була насильно прискорена, що населення збільшилось у тричі менш ніж за 50 років. Місто кардинально змінило свій вигляд, на місці старих комерційних вулиць будували робітничі квартали, а деякі історичні будівлі руйнувались.
У грудні 1989 року революція, що почалася в Тімішоарі, перекинулася на Бухарест, де кілька жителів Бузеу брали участь у подіях. Народні виступи почалися 22 грудня. Будучи великим військовим центром з численними військовими підрозділами та командуванням розташованим у місті, увечері 23 грудня в місті спалахнули жорстокі бої, особливо в західній частині. Загалом революція 1989 року призвела до смерті 47 людей у Бузеу.

## Населення
Відповідно до перепису населення, проведеного 2021 року, населення муніципалітету Бузеу становить 103 481 жителя, що менше порівняно з попереднім переписом 2011 року, коли було зареєстровано 115 494 жителя. Більшість жителів – румуни (81,87%), меншість – роми (3,57%), а для 14,39% етнічна приналежність невідома. З релігійної точки зору більшість мешканців є православними (82,84%), а для 15,65% релігійна приналежність невизначена.
| 1912   | 1930   | 1948   | 1956   | 1966   | 1977   | 1992    | 2002    | 2011    | 2021    |
| 28 807 | 35 687 | 43 365 | 47 595 | 61 937 | 97 787 | 148 087 | 134 227 | 115 494 | 103 481 |

## Економіка
Вузол залізниць і трубопроводів. Виробництво пластмасових виробів, дроту, металевих виробів; швейні підприємства. Харчова промисловість.
Велике підприємство металургійний завод - «Дактіл Стіл».

## Транспорт

### Автошляхи
Бузеу є великим дорожнім вузлом. Він розташований на трасі E85 та національних дорогах до Плоєшті, Брашова, Браїли.
В Бузеу має розпочинатись автомагістраль Бузеу — Фокшани — Бакеу — Роман — Пашкань — Сучава, яка сполучить центральні та морські регіони країни з півнчіно-східною частиною країни та кордоном України, звідки можна рушити до Чернівців, а далі Тернопіль чи Кам'янець-Подільський.

### Залізниця
Бузеу є важливим залізничним вузлом, що з'єднує Бухарест і Плоєшті з Фокшани, Галац і Констанца. Міська залізнична станція була відкрита в 1872 році разом із залізничною лінією Бухарест-Галац.

### Авіасполучення
У Бузеу немає цивільного аеропорту, єдиним компонентом повітряної інфраструктури міста є військовий аеропорт на південному заході, який використовується лише для медичної авіації.

### Громадський транспорт

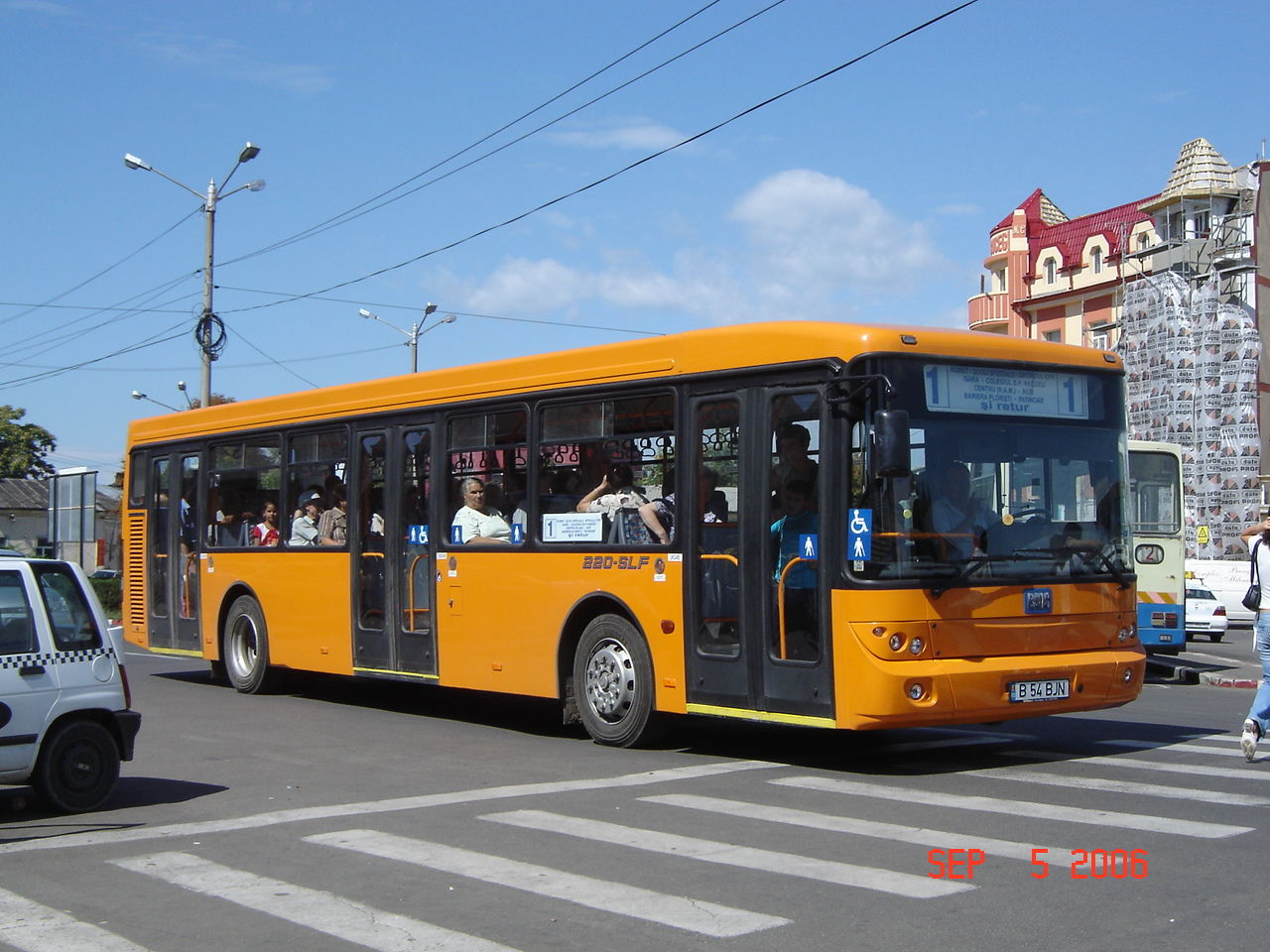
Міський автобус Бузеу

У Бузеу є 11 регулярних автобусних маршрутів, які з'єднують житлові райони з основними промисловими районами та сільськими районами, центром міста та залізничним вокзалом. Є кілька компаній таксі, які мають ліцензію мерії та працюють у місті та передмісті.

## Спорт
Футбольні команди:
- ФК «Глорія Бузеу» (розформований 2016 року клуб, який виступав переважно Другій лігі)
- ФК «Бузеу» (новий клуб заснований 2016 року)

## Відомі люди
- Василе Войкулеску — поет, драматург.
- Джордж Паладе — спеціаліст з клітинної біології, лауреат Нобелівської премії 1974 р. «За відкриття, що стосуються структурної та функційної організації клітини».
- Александру Марґіломан — прем'єр-міністр Румунії.
- Георге Кіпріан — актор, драматург.
- Міхаела Рунчану — румунська співачка.
- Ніку Константінеску — державний діяч.
- Сперанца Редулеску — румунська музикознавиця і антропологиня.

## Міста-побратими
- Айос-Дімітріос, Греція  (2006)
- Ауденарде, Бельгія  (2007)
- Сороки, Молдова  (2012)

## Світлини

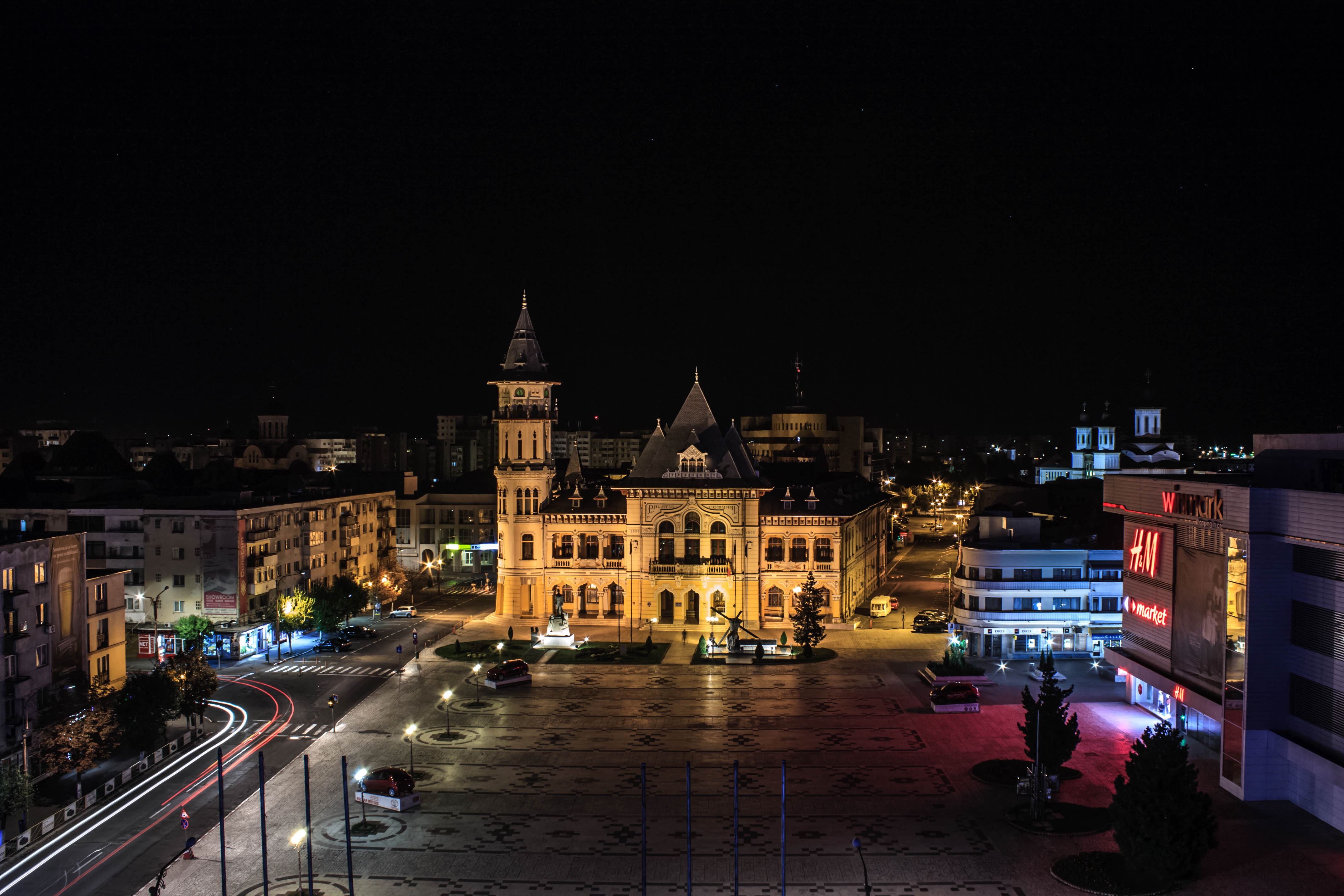
Палац
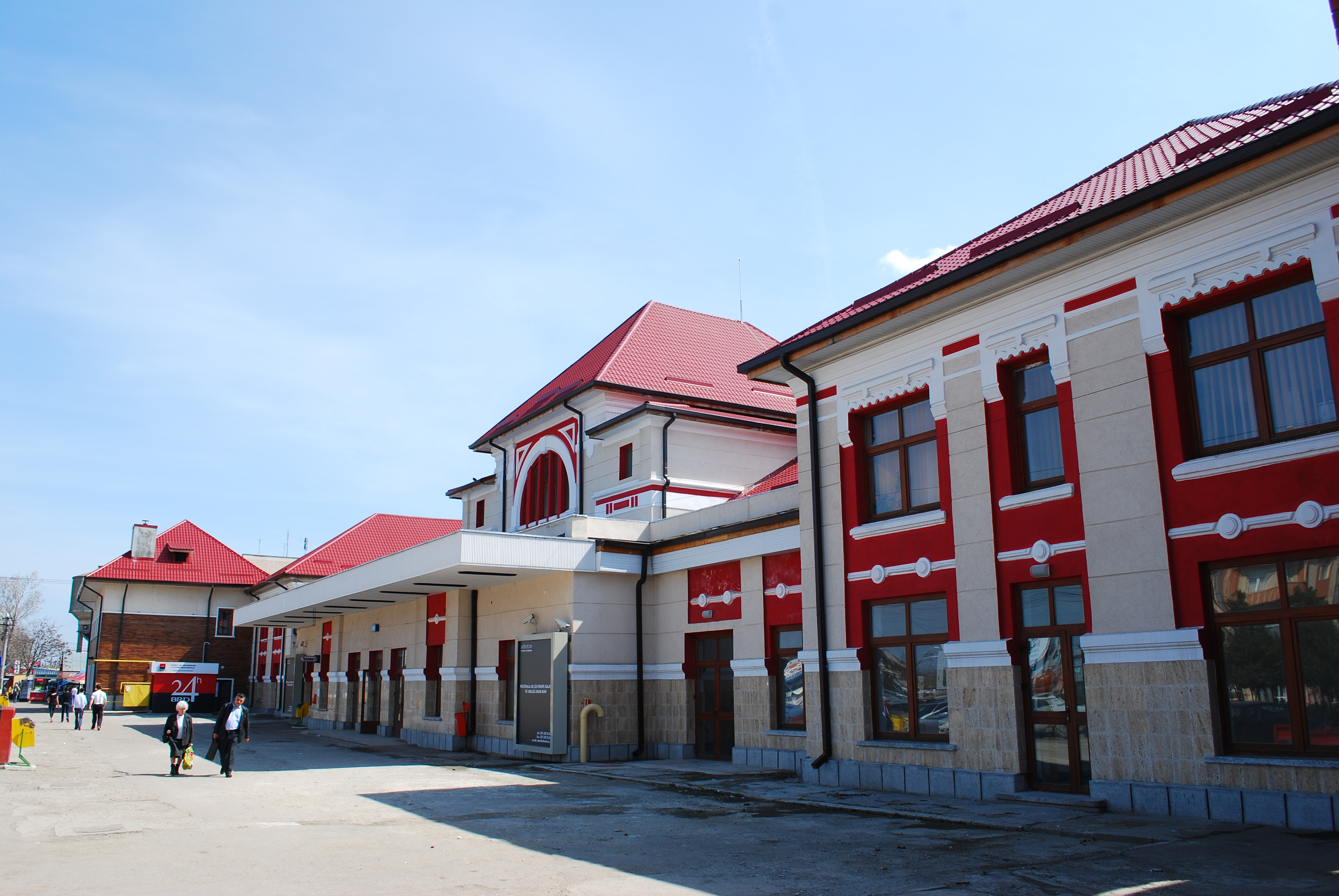
Залізнична станція
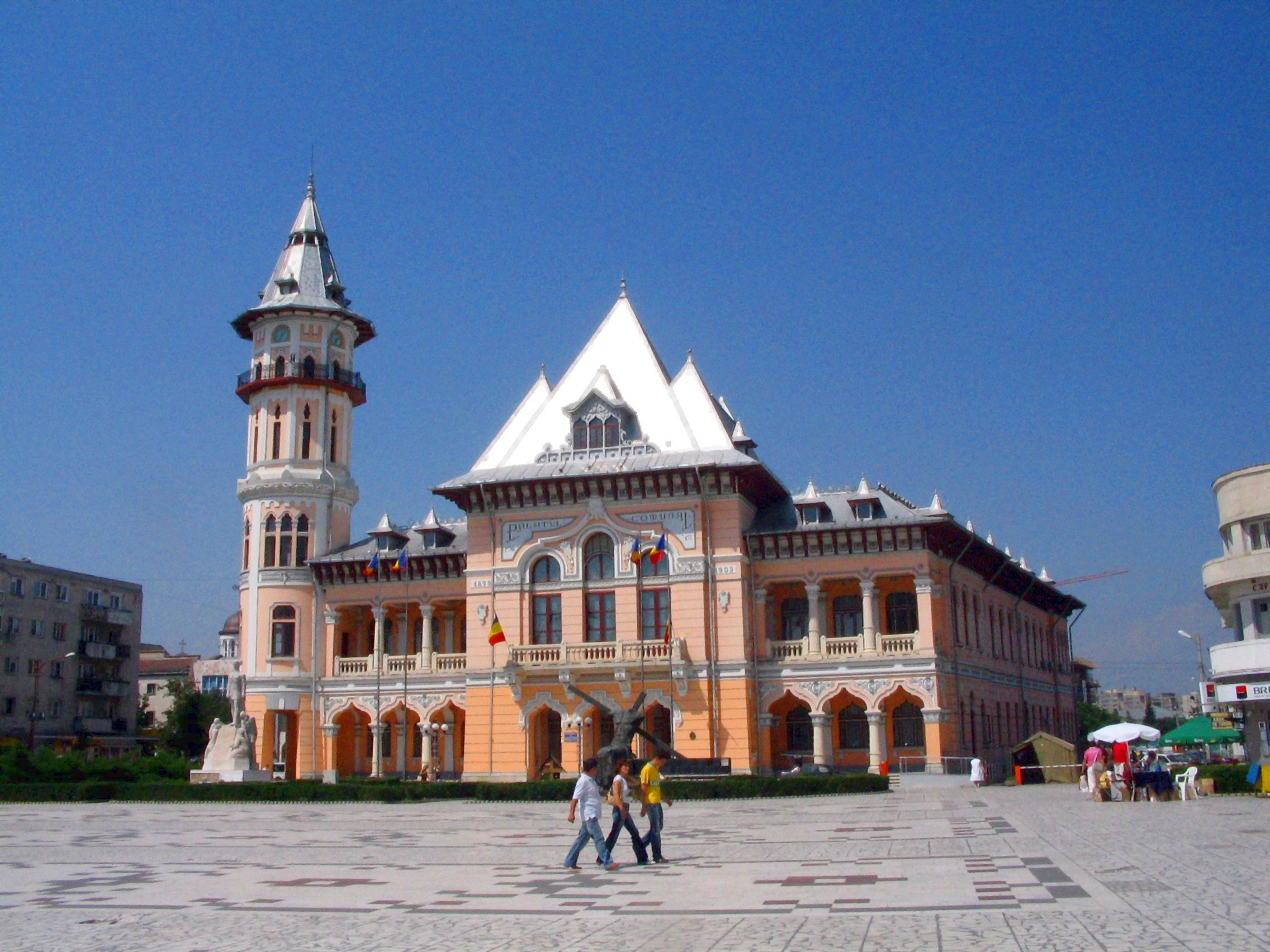
Палац Бузеу
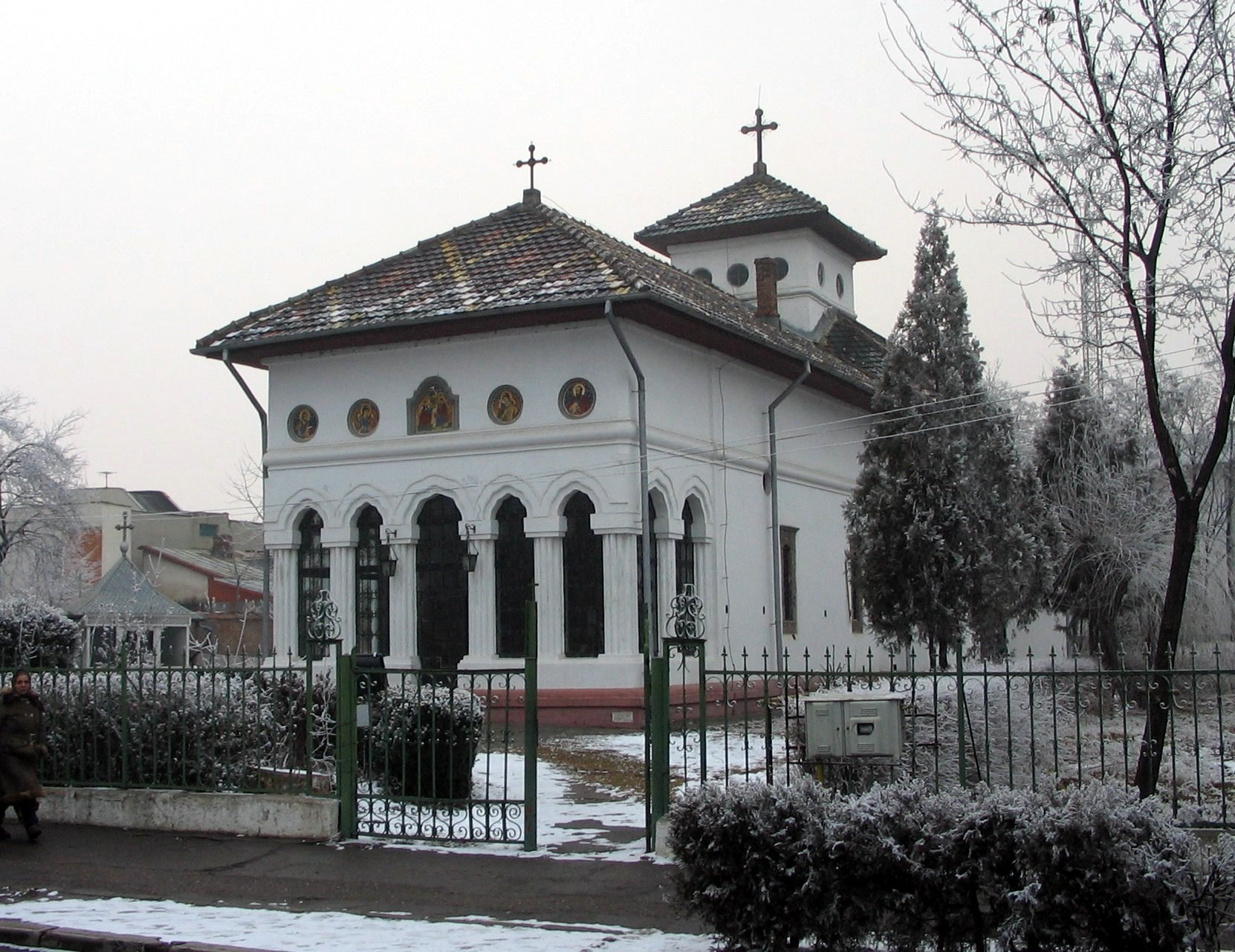
Церква
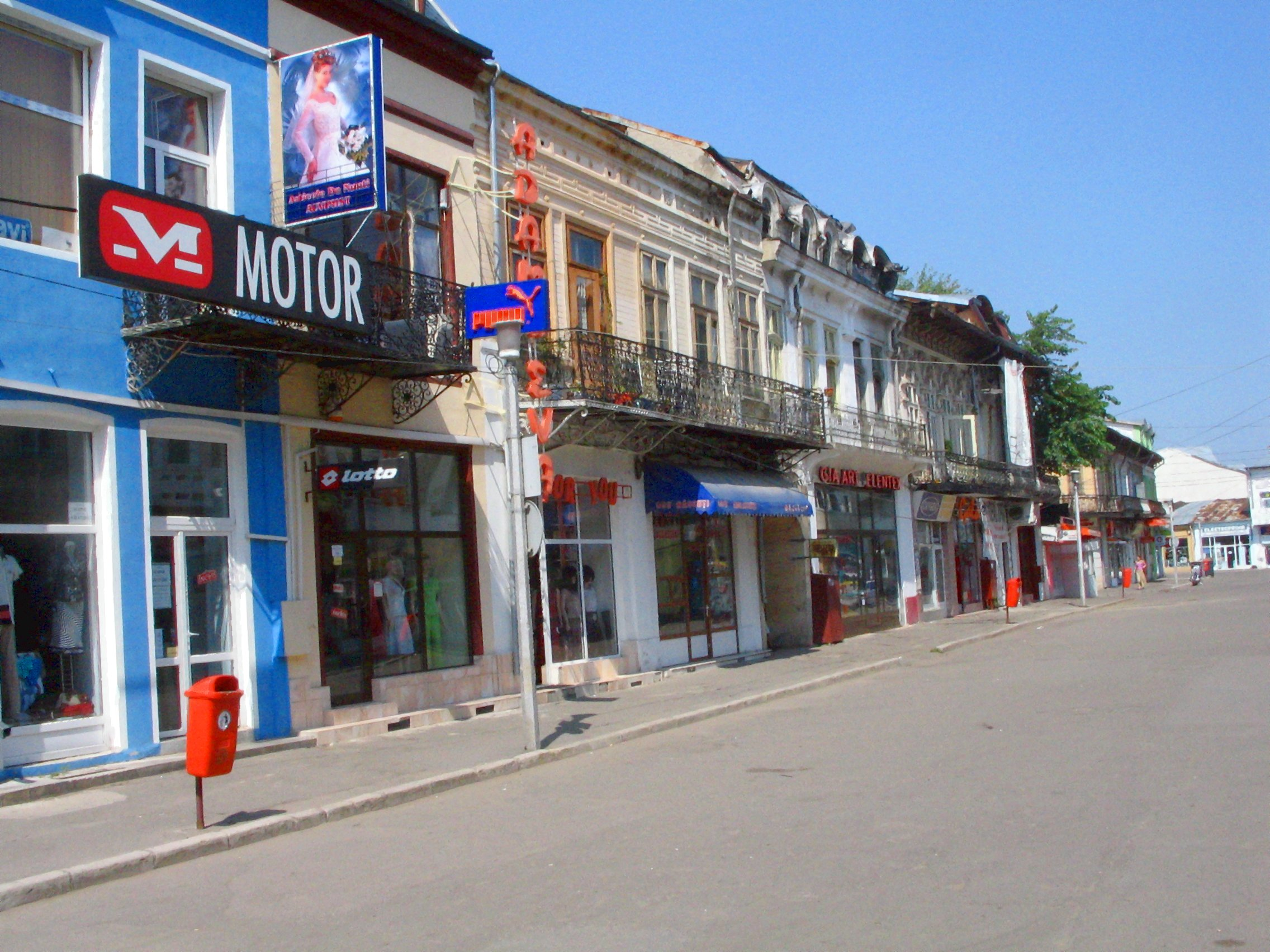
Вулиця старого міста
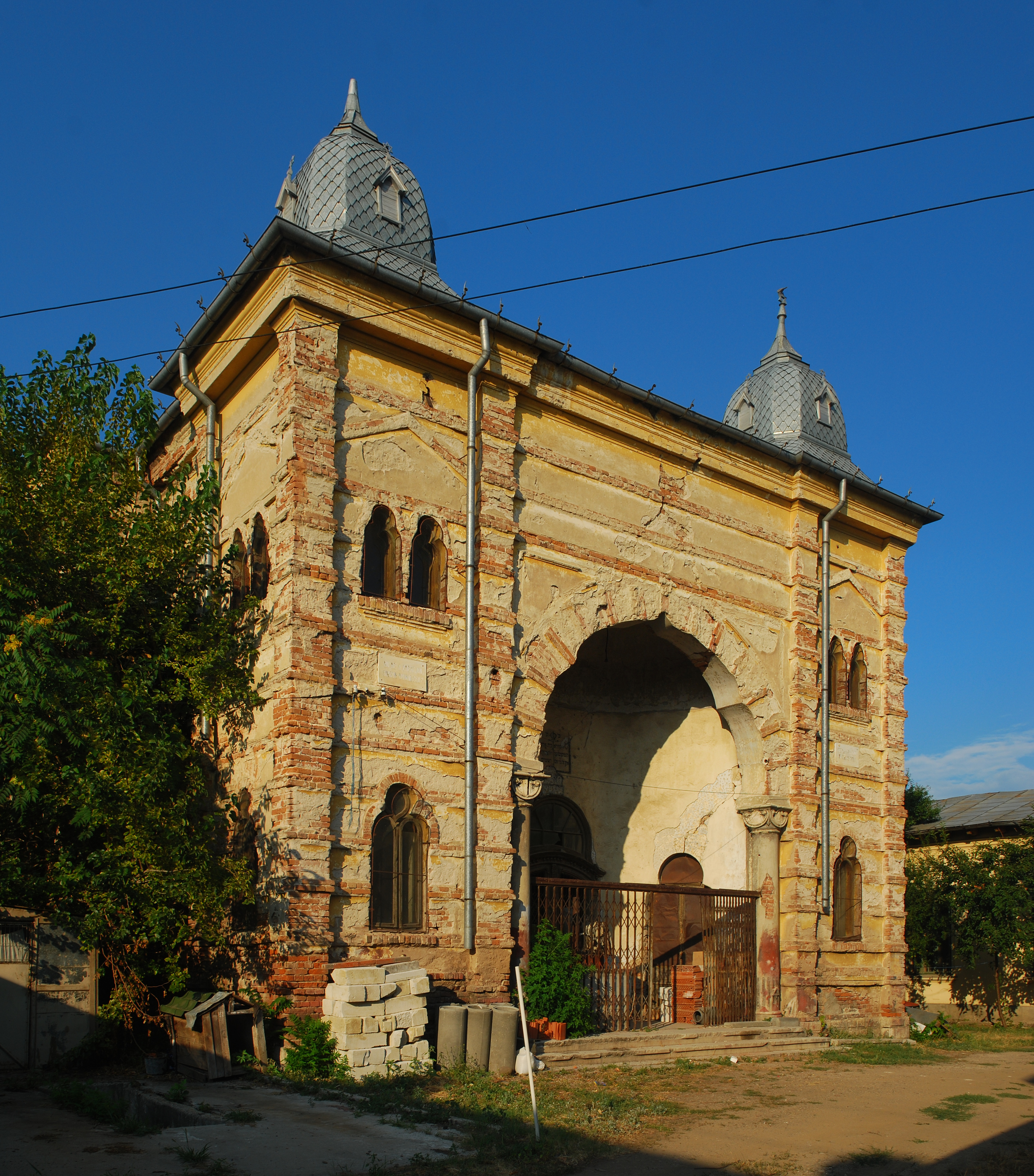
Синагога Бузеу
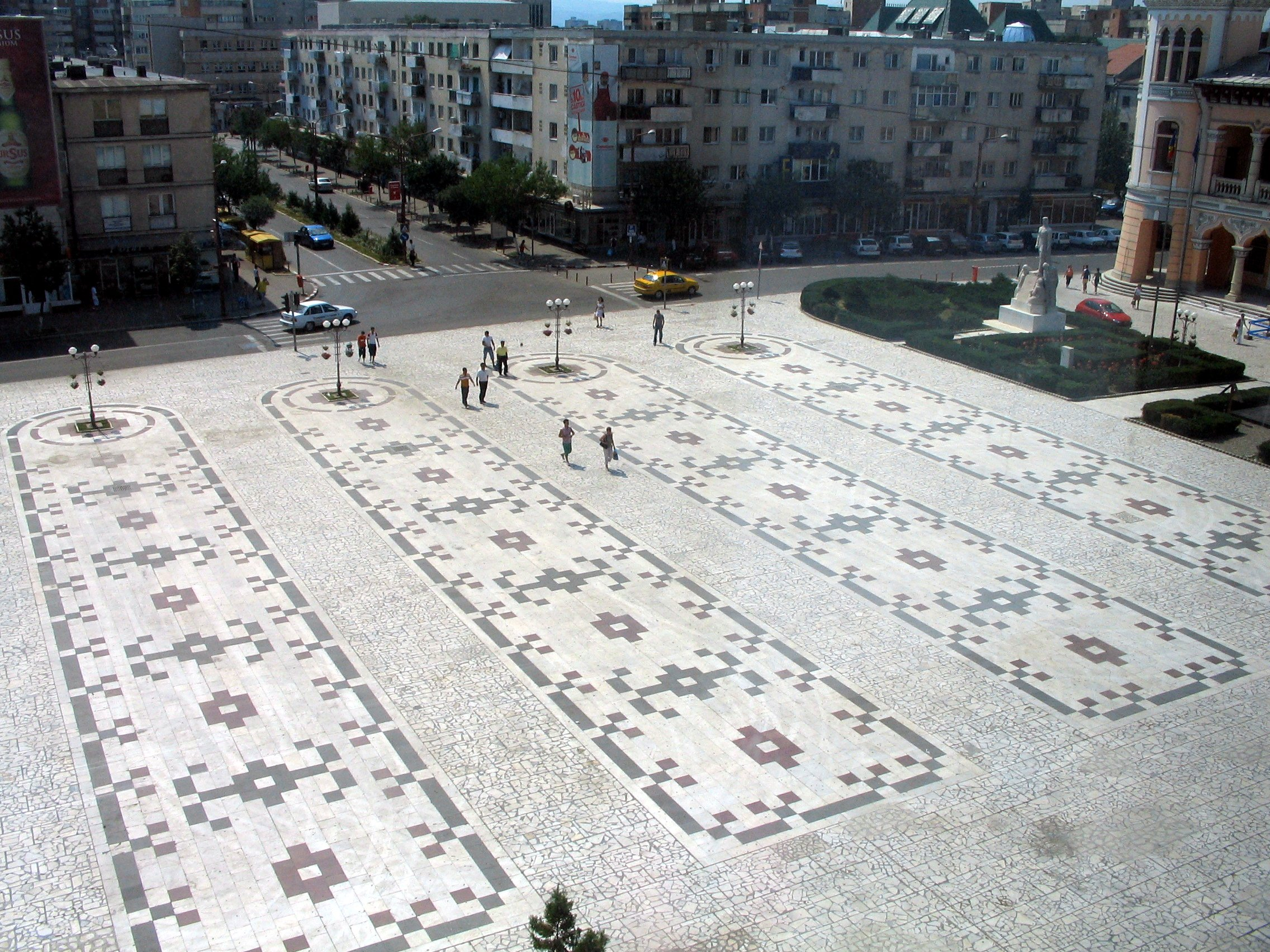
Площа Дача (Dacia)
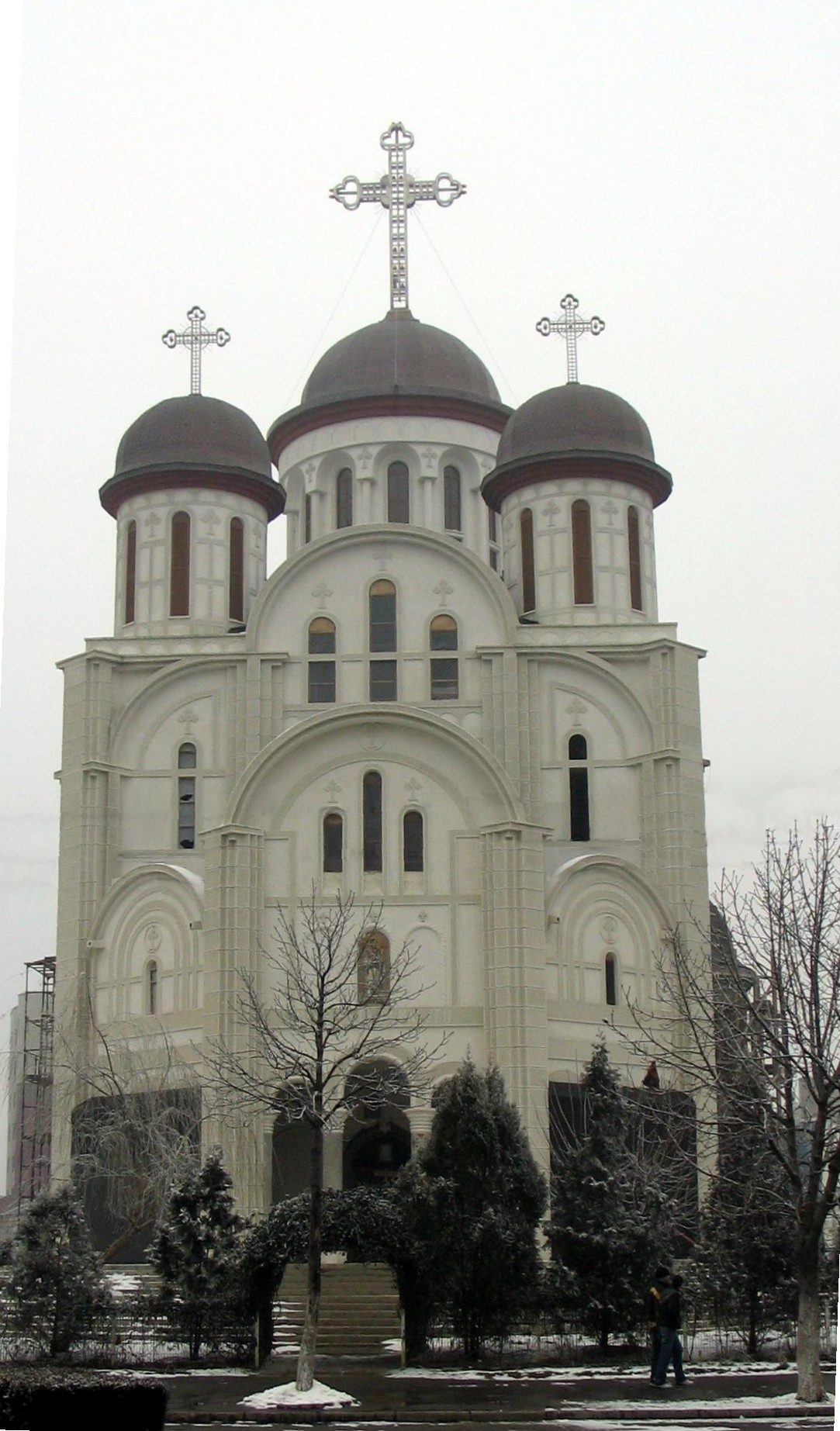
Катедральний собор